# Auvillers-les-Forges
Auvillers-les-Forges é uma comuna francesa na região administrativa de Grande Leste, no departamento Ardenas. Estende-se por uma área de 8,22 km². Em 2010 a comuna tinha 888 habitantes (densidade: 108 hab./km²).